# 阳江高新技术产业开发区
阳江高新技术产业开发区是中国广东省阳江市下辖的开发区。2003年1月23日经广东省政府批准成立，管理机构为阳江市政府的派出机构。规划总面积为45.6平方公里。